# (1021) Flammario
(1021) Flammario is een planetoïde uit het centrale deel van de Hoofdgordel, die op 11 maart 1924 is ontdekt door de astronoom Max Wolf.
De planetoïde is vernoemd naar de Franse astronoom en schrijver Camille Flammarion uit de vroege 20e eeuw.
De omloopbaan van de planetoïde bedraagt 2,7375 AE en de baanexcentriciteit bedraagt 0,2864. Hij draait in 1.654 dagen om de zon heen.